# Hapsifera lutea
Hapsifera lutea är en fjärilsart som beskrevs av László Anthony Gozmány. Hapsifera lutea ingår i släktet Hapsifera och familjen äkta malar. Inga underarter finns listade i Catalogue of Life.